# كوداكية متميزة
كوداكية متميزة (الاسم العلمي: Codakia distinguenda) هي نوع من الرخويات تتبع جنس الكوداكية من فصيلة اللوسينات.